# بيرت إي. سالزبوري
بيرت إي. سالزبوري (بالإنجليزية: Bert E. Salisbury)‏ هو خبير مالي أمريكي، ولد في 28 مايو 1870 في غيديس في الولايات المتحدة، وتوفي في 20 أكتوبر 1946 في سيراكيوز في الولايات المتحدة.